# أندري فاديموفيتش سميرنوف
أندري فاديموفيتش سميرنوف (بالروسية: Андрей Вадимович Смирнов)‏ (من مواليد موسكو في 12 مارس 1958 م) عالم ومفكر روسي كبير دكتور في الفكر (قدم أطروحته للدكتوراه سنة 1998 م في معهد روسيا للفكر العالمي التابع لأكاديمية العلوم الروسية) بروفسور ومراسل عضو في أكاديمية العلوم الروسية (منذ 2006 م) نائب رئيس معهد الفكر العالمي التابع لها رئيس قسم الفكر الإسلامي في المعهد أستاذ اللغة العربية والفلسفة العربية في معهد بلدان آسيا وأفريقيا التابع لجامعة لومونوسوف في موسكو رئيس قسم الاستشراق في كلية الفلسـفة في الجامعة الروسـية الحكومية الأكاديمية للعلـوم الإنسانية، تتركز دائرة اهتماماته العلمية بالأساس على البحوث المقارنة في مجال منطق اللغات (العربية والروسية والإنجليزية) وصياغة معانيها اللغوية والفلسفية الفكرية، وهو متخصص في تاريخ الفكر العربي الكلاسيكي.
ففي سنة 2010 م شـارك البروفسور سميرنوف في المراقبة على تحرير المادة المدراسية الجديدة («أسس الثقافات الدينية والعلمانية»).
ومن أهمّ مـؤلـفـاتـه «الشـيخ الأكبـر – خبـرة التحليل الطبقي لفكر بن العربي» (1993 م) و«راحة العقل لحامد الدين الكرماني» (ترجمة من اللغة العربية وتقديم وشرح، 1995 م) و«منطق المعنى – النظرية وتطبيقها في تحاليل الفكر والثقافة العربية الكلاسيكية» (2001 م) و«الأسس المنطقية والمعنية للثقافة العربية الإسلامية – أعراضهـا وفنونهـا» (2005 م).

## وصلات خارجية
- الموقع الرسمي.